# Iugures
Os Iugures, Yughurs ou Yugures (chinês tradicional: 裕固族, chinês simplificado: 裕固族, pinyin: Yùgùzú; Uigur ocidental: Sarïg Yogïr; Iugur oriental: Šera Yogor), tradicionalmente conhecidos como Uigures Amarelos,  são um grupo étnico turco-mongólico e um dos 56 grupos étnicos oficialmente reconhecidos da China, consistindo de 16.719 pessoas, de acordo com a Pesquisa de 2000 censo.  Os Iugures vivem principalmente no Condado Autônomo de Sunan Yugur, em Gansu. Eles são principalmente budistas tibetanos.   A maioria dos iugures fala uma língua turca, enquanto o mongólico e o chinês também são usados nas províncias orientais.